# Elachistocleis carvalhoi
Elachistocleis carvalhoi es una especie de anfibio anuro de la familia Microhylidae.

## Distribución geográfica
Esta especie es endémica de Brasil. Se encuentra en el noroeste de Tocantins y en el sureste de Pará.

## Etimología
Esta especie lleva el nombre en honor a Antenor Leitão de Carvalho. 

## Publicación original
- Caramaschi, 2010 : Notes on the taxonomic status of Elachistocleis ovalis (Schneider, 1799) and description of five new species of Elachistocleis Parker, 1927 (Amphibia, Anura, Microhylidae). Boletim do Museu Nacional Nova Serie Río de Janeiro, Brasil, vol. 527, p. 1-30.[4]